# Distúrbios de Priestley

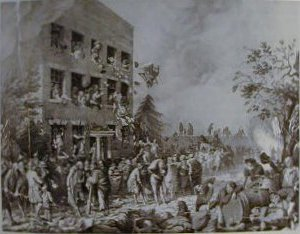
O ataque à casa de Joseph Priestley (litografia de Charles Joseph Hullmandel.

Os Distúrbios de Priestley (também conhecidos como Distúrbios de Birmingham de 1791) ocorreram de 14 de julho a 17 de julho de 1791 na cidade de Birmingham, Inglaterra; os alvos principais dos desordeiros foram religiosos Dissidentes, mais notavelmente o controverso politicamente e teologicamente Joseph Priestley. Ambas as questões locais e nacionais mexeram nas paixões dos desordeiros, de divergências sobre compras de livros de bibliotecas públicas, a controvérsias sobre tentativas dos dissidentes de ganhar os direitos civis completos e seu apoio à Revolução Francesa.
Os distúrbios iniciaram-se com um ataque a um hotel que foi local de um banquete, organizado em simpatia com a Revolução Francesa. Então, iniciando-se pela igreja e pela casa de Priestley, os desordeiros atacaram e incendiaram quatro capelas dissidentes, vinte e sete casas e várias empresas. Muitas delas foram intoxicadas pelo licor que eles encontraram enquanto saqueavam, ou com o qual eles foram subornados a parar de incendiar casas. Um pequeno núcleo pôde não ter sido subornado, no entanto, e permaneceu sóbrio. Os desordeiros queimaram não apenas casas, como capelas de dissidentes, mas também as casas de pessoas nas quais são associadas aos dissidentes, tais como membros da comunidade científica Lunar Society.